# یدالله داج
یدالله داج (انگلیسی: Yadolah Dodge؛ زادهٔ ۳۰ مارس ۱۹۴۴) دانشمند و آماردان ایرانی‌تبار اهل سوئیس است.